# Аддитивная теория чисел
Аддити́вная тео́рия чи́сел — раздел теории чисел, возникший при изучении задач о разложении целых чисел на слагаемые заданного вида (например, на простые числа. фигурные числа, {\displaystyle n-}е степени и т. п.).
Среди классических проблем, исследование которых заложило фундамент аддитивной теории чисел, можно назвать следующие.
- Задача о представлении числа суммой четырёх квадратов и её обобщение: теорема Ферма о многоугольных числах.
- Задача о представлении простого числа в виде суммы двух квадратов.
- Проблема Гольдбаха.
- Проблема Варинга.
- Гипотезы Поллока.

Решение этих проблем осложняется тем, что в формулировках одновременно участвуют несколько базовых операций с натуральными числами:
- (мультипликативные) — деление, с помощью которого определяются простые числа, и умножение, формирующее квадраты, кубы и т. д.;
- (аддитивные) — сложение.

Связь между аддитивными и мультипликативными свойствами чисел чрезвычайно сложна, и эта сложность ответственна за трудности при решении многих проблем теории чисел.
Современная аддитивная теория чисел включает широкий круг задач по исследованию абелевых групп и коммутативных полугрупп с операцией сложения. Аддитивная теория чисел тесно связана с комбинаторной теорией чисел (особенно с аддитивной комбинаторикой) и с геометрией чисел, в ней применяются аналитические, алгебраические и вероятностные методы. В зависимости от методов решения, аддитивные задачи входят составной частью в другие разделы теории чисел — аналитическую теорию чисел, теорию алгебраических чисел, вероятностную теорию чисел.

## История
Первые систематические результаты в аддитивной теории чисел были получены Леонардом Эйлером, который опубликовал в 1748 году исследование (с помощью степенных рядов) разложения натуральных чисел на натуральные слагаемые; в частности, им была рассмотрена задача о разложении числа на заданное количество слагаемых и доказана теорема о пятиугольных числах. В этот же период возникли две классические проблемы аддитивного типа: проблема Гольдбаха и проблема Варинга, в дальнейшем появились десятки новых задач.
Для решения многих из этих проблем оказались полезны такие общие инструменты, как круговой метод Харди-Литтлвуда, метод решета и метод тригонометрических сумм. Гильберт доказал, что для любого целого числа {\displaystyle k>1} любое натуральное число является суммой ограниченного числа слагаемых в степени {\displaystyle k}. Лев Шнирельман в 1930 году ввёл понятие плотности последовательности натуральных чисел, что позволило существенно продвинуться в решении проблемы Гольдбаха и доказать обобщённую теорему Варинга..
Григорий Фрейман в 1964 году доказал важную теорему из области аддитивной комбинаторики.

## Современное состояние
Подмножество {\displaystyle B} называется (асимптотическим) аддитивным базисом конечного порядка {\displaystyle h}, если любое достаточно большое натуральное число {\displaystyle n} может быть записано как сумма не более {\displaystyle h} элементов {\displaystyle B}. Например, натуральные числа сами являются аддитивным базисом порядка 1, поскольку каждое натуральное число тривиально является суммой не более одного натурального числа. Менее тривиальна теорема Лагранжа о сумме четырёх квадратов, показавшая, что множество квадратных чисел является аддитивным базисом четвёртого порядка. Другой весьма нетривиальный и широко известный результат в этом направлении — теорема Виноградова о том, что любое достаточно большое нечётное натуральное число можно представить как сумму трёх простых чисел.
Многие современные исследования в этой области касаются свойств общих асимптотических базисов конечного порядка. Например, множество {\displaystyle A} называется минимальным асимптотическим базисом порядка {\displaystyle h,} если {\displaystyle A} является асимптотическим базисом порядка {\displaystyle h}, но никакое собственное подмножество {\displaystyle A} не является асимптотическим базисом порядка {\displaystyle h}. Доказано, что минимальные асимптотические базисы порядка {\displaystyle h} существуют для всякого {\displaystyle h}, а также существуют асимптотические базисы порядка {\displaystyle h}, не содержащие минимальных асимптотических базисов порядка {\displaystyle h}.
Рассматривается также проблема — насколько можно уменьшить количество представлений {\displaystyle n} в виде суммы {\displaystyle h} элементов асимптотического базиса. Этому посвящена до сих пор не доказанная гипотеза Эрдёша — Турана (1941 год).